# Manuel de Portugal, comendador de Vimioso
D. Manuel de Portugal (1516 – 1606), comendador de Vimioso e de São Pedro de Calvelo, foi um poeta e diplomata português do século XVI. Filho de D. Francisco de Portugal, 1º conde de Vimioso, e de Joana de Vilhena, tornou-se um homem influente, tendo sido embaixador de Portugal em Castela e Provedor das Terças do Reino. 
Foi um dos partidários de D. António Prior do Crato.
Entre suas obras conhecidas encontram-se 17 livros de canções, odes, endechas, oitavas, etc. escritas em castelhano, a maioria sendo de conteúdo moral e ascético. A coletánea Obras de Don Manoel de Portugal, publicada em 1605, encerrava-se com um Tratado breve da oração escrito em português. No tratado, Dom Manuel sumariza as doutrinas dos maiores pensadores cristãos sobre a oração, em especial as de S. Tomás e S. Boaventura.
Era poeta laudado pelos seus pares: Sá de Miranda lhe dedicou sua écloga Encantamento e Luís de Camões, na Ode VII, considerou-o merecedor de "glória imortal". Seu poema Aquella voluntad que se ha rendido, escrito por volta de 1555 para sua amada Dona Francisca de Aragão, encontra-se musicado no cancioneiro de Elvas e no de Belém.

## Descendência
Casou com Maria de Meneses, filha de Henrique de Meneses, comendador de Idanha-a-Velha, governador do civil e embaixador a Roma. 
Tiveram:
- João de Portugal, provedor da Santa Casa da Misericórdia de Almada e que morreu na Batalha de Alcácer Quibir, casado com Madalena de Vilhena, filha de Francisco de Sousa Tavares, fidalgo da casa real, capitão-mor do mar da Índia e das fortalezas de Cananor e Diu e primeiro provedor da Santa Casa da Misericórdia de Almada, em 1555, e de D. Maria da Silva. Com geração[5].